# 新泰市
新泰市位于中国山东省中部、泰沂山脉中段，是由泰安市代管的山东省辖县级市。新泰市是中国全国百强县，也是山东省县域实力30强之一的城市，是山东省确定的试点建设十个现代化大城市首批入选城市。京沪高速贯穿全境，交通发达。现有一个省级经济开发区。新泰市也是“中国优秀旅游城市”、“国家园林城市”、“齐鲁炒鸡之乡”，境内有4A级景区莲花山。新泰历史悠久，人杰地灵，物产丰富。古有柳下惠、羊祜、鲍叔牙。离平阳市区西北四十里有莲花山（现阳坡即新泰所辖区域复称新甫山），又称“新甫山”，“小泰山”。天宝的樱桃、果都的咸菜、楼德的煎饼都是远近驰名的。市人民政府駐青云街道府前大街2号。

## 历史
1966年，新泰市刘杜乌珠台村南丘陵山区凤凰山与玉皇山之间的沟壑中曾发现距今5万年前的智人牙齿。说明了早在5万年以前，新泰就有人类在此生息、繁衍。 
春秋时杞国迁于此地，后为齐、鲁两国频繁争夺。曹魏设东平阳县，晋改称新泰县，地名沿用至今。1983年撤县设市。

## 人口
根据第七次全国人口普查数据，截至2020年11月1日零时，新泰市常住人口为1272698人。

## 行政区划
新泰市下辖3个街道办事处、17个镇、1个乡：
青云街道、新汶街道、新甫街道、东都镇、小协镇、翟镇、泉沟镇、羊流镇、果都镇、西张庄镇、天宝镇、楼德镇、禹村镇、宫里镇、谷里镇、石莱镇、放城镇、刘杜镇、汶南镇、龙廷镇和岳家庄乡。

## 气候
属暖温带半湿润大陆性季风气候，四季分明，雨热同季。春季干燥多风，夏季高温多雨，秋季天高气爽，冬季冷而少雪，全市年平均气温13℃。
2月份易有较强降雪，2017、2020、2021年的2月份均出现强降雪；2月亦容易出现大升温，2021年2月21日单日最高气温曾达24℃。春末夏初（5月至6月中旬）极易发生干旱，2019年6月一度出现特旱；5月下旬6月上旬极易出现干热风。雨季一般6月下旬至7月上旬开始，2019年直到7月23日方进入雨季，创1951年来最迟；9月上旬雨季结束，9月份仍会有大范围强降雨。11、12月易有寒潮，空气干燥。
一般3月中下旬入春，5月中下旬入夏，9月下旬入秋，11月下旬入冬。
| 月份              | 1    | 2    | 3    | 4    | 5    | 6     | 7     | 8     | 9     | 10   | 11   | 12   |
| ----------------- | ---- | ---- | ---- | ---- | ---- | ----- | ----- | ----- | ----- | ---- | ---- | ---- |
| 平均最高气温（℃） | 4    | 7.4  | 13.1 | 21   | 26.4 | 30.2  | 31.2  | 30.5  | 26.6  | 20.6 | 12.8 | 6    |
| 平均最低气温（℃） | -5.6 | -3.1 | 2    | 9    | 14.6 | 19.3  | 22.6  | 21.6  | 16.4  | 9.6  | 2.3  | -3.7 |
| 平均降雨量(mm）   | 6.4  | 8.9  | 17.8 | 27.3 | 53.9 | 95.8  | 216.8 | 172.4 | 74.9  | 32.2 | 16.2 | 7.7  |
| 2021年降雨量      | 5.2  | 41.0 | 19.7 | 35.0 | 32.9 | 213.9 | 143.2 | 248.7 | 154.1 | 19.2 | 43.2 | 0.4  |

## 经济
2022年新泰市实现生产总值（GDP）573.9亿元。山东省粮油、蔬菜重要产区，著名特产有煎饼、芹菜、黄花菜等。
矿产资源以煤居多。已探明的煤炭地质储量16亿吨，其他矿产包括石英、石灰石和粘土等。全市形成能源、化工、机械、建材为主的工业体系，有工矿企业1000多家。

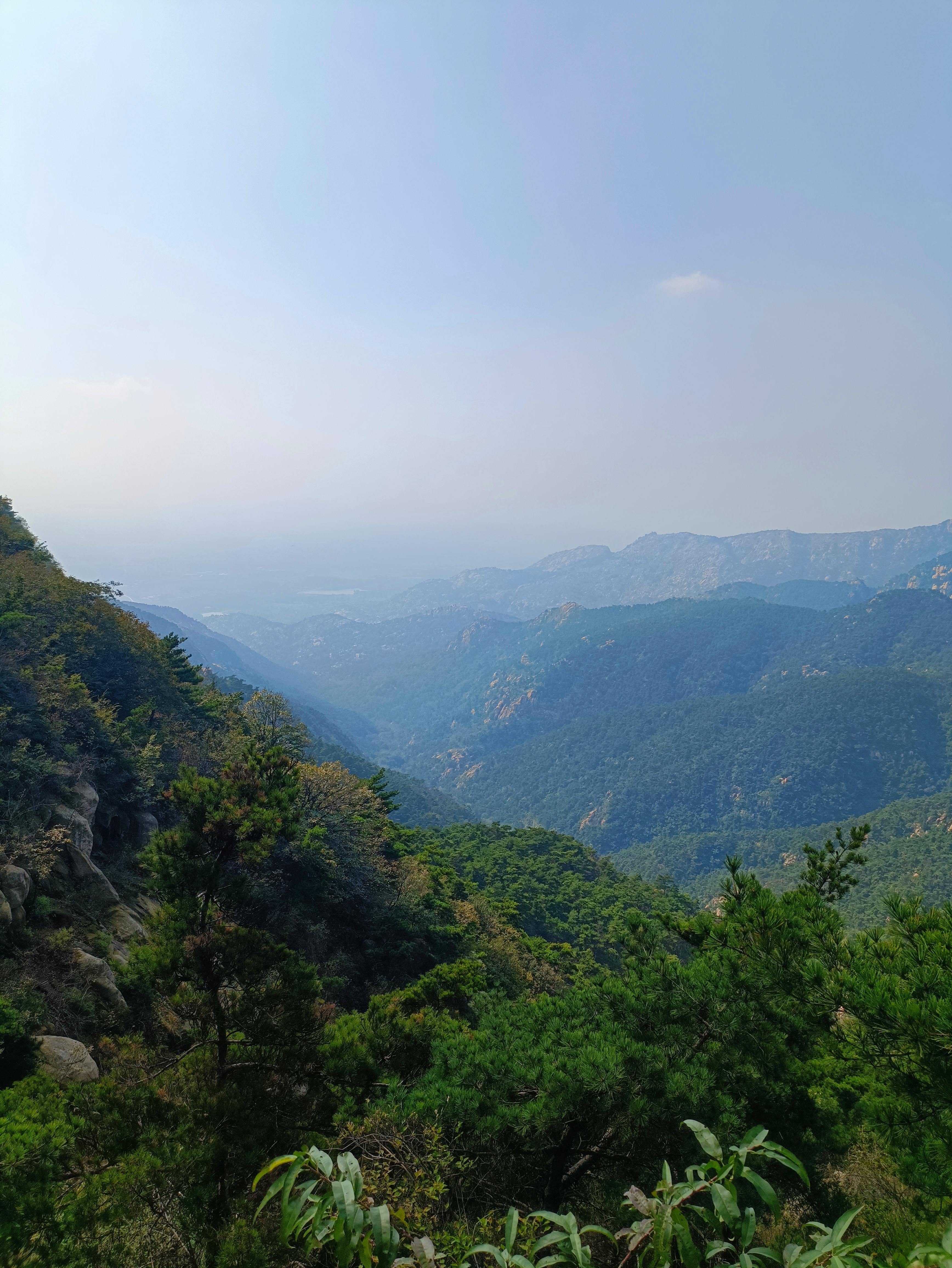
新甫山，2021年10月

## 交通
磁莱铁路贯通全市， 京沪高速公路、博徐高速公路交汇于此。 205国道、 342国道过境。